# Abra uruguayensis
Abra uruguayensis is een tweekleppigensoort uit de familie van de Semelidae. De wetenschappelijke naam van de soort werd in 1897 gepubliceerd door Pilsbry.